# Federico Olei
Federico Olei, né le 3 août 1996, à Falciano (it), est un coureur cycliste saint-marinais.

## Biographie
En 2013, Federico Olei représente Saint-Marin aux championnats du monde juniors (moins de 19 ans) de Florence. L'année suivante, il participe aux championnats d'Europe juniors, où il se classe 64e de la course en ligne. Il intègre ensuite le club italien Cingolani Senigallia en 2016. Lors du championnat d'Europe espoirs de Plumelec, il prend part à la première échappée du jour. 
En 2017, il est médaillé d'argent de la course en ligne aux Jeux des petits États d'Europe. À cette occasion, il récolte également l'or par équipes, avec ses coéquipiers de Saint-Marin. Durant l'été, il crée la surprise en s'imposant sur la Coppa 29 Martiri di Figline di Prato, épreuve réputée du calendrier amateur italien.
Blessé en début de saison 2018, il ne dispute presque aucune course durant cette période et manque le Tour d'Italie espoirs, à sa grande déception. En octobre, il s'impose sur la Targa Crocifisso, épreuve clôturant la saison cycliste amateur en Italie. Il dédie cette victoire à son coéquipier et compatriote Michael Antonelli, resté dans le coma après une grave chute au mois d’août. Dans la foulée, il met un terme à sa carrière de coureur. 
Il fait un bref retour à la compétition en 2021, au sein de l'équipe continentale saint-marinaise A.R. Monex.

## Palmarès
- 2017
  -  Médaillé d'or de la course par équipes aux Jeux des petits États d'Europe (avec Michael Antonelli, Federico Gasperoni et Luigi Giulietti)
  - Coppa 29 Martiri di Figline di Prato
  -  Médaillé d'argent de la course en ligne des Jeux des petits États d'Europe
- 2018
  - Targa Crocifisso